# Różaniec, Gmina Braniewo
Różaniec [ruˈʐaɲet͡s] (tiếng Đức: Rosenort)  là một ngôi làng ở quận hành chính của Gmina Braniewo, trong huyện Braniewski, Warmińsko-Mazurskie, ở miền bắc Ba Lan, gần biên giới với Kaliningrad của Nga. Nó nằm khoảng 8 kilômét (5 mi) về phía tây của Braniewo và 86 km (53 mi) phía tây bắc của thủ đô khu vực Olsztyn.
Làng có dân số 34 người.